# Bwindi Impenetrable Forest
Het Bwindi Impenetrable Forest is in beschermd natuurgebied met een oppervlakte van 330 km² in het zuidwesten van Oeganda (district Kisoro, nabij Buhoma). Het woud is bekend om zijn populatie van berggorilla's.
Bwindi bestaat uit een jungle die naar schatting de laatste 25.000 jaar niet meer aan ecologische veranderingen onderhevig is geweest. In 1932 kreeg het bescherming als Impenetrable Forest Reserve. In 1991 kreeg het de naam Bwindi Impenetrable Forest. Lokaal wordt het park gewoon Bwindi genoemd, de lokale naam voor bos of woud. Het park ligt op een hoogte tussen de 1160 en 2600 meter.
Het park is vooral beroemd geworden om berggorilla's en de meer dan 300 vogelsoorten. Meer dan de helft van de wereldpopulatie van berggorilla's woont in dit park.
Het toerisme weet dit park meer en meer te vinden en vanuit Kisoro worden dan ook steeds meer jungletripjes georganiseerd. Behalve dat toeristen daar dan hopelijk een ontmoeting hebben met de zeldzame berggorilla's, kunnen er ook chimpansees, bavianen, colobussen, olifanten en luipaarden hun pad kruisen.
Het park wordt gezien als een van de rijkste gebieden in Afrika op het gebied van de flora, met -volgens de informatie van het park zelf- alleen al 200 verschillende boomsoorten.

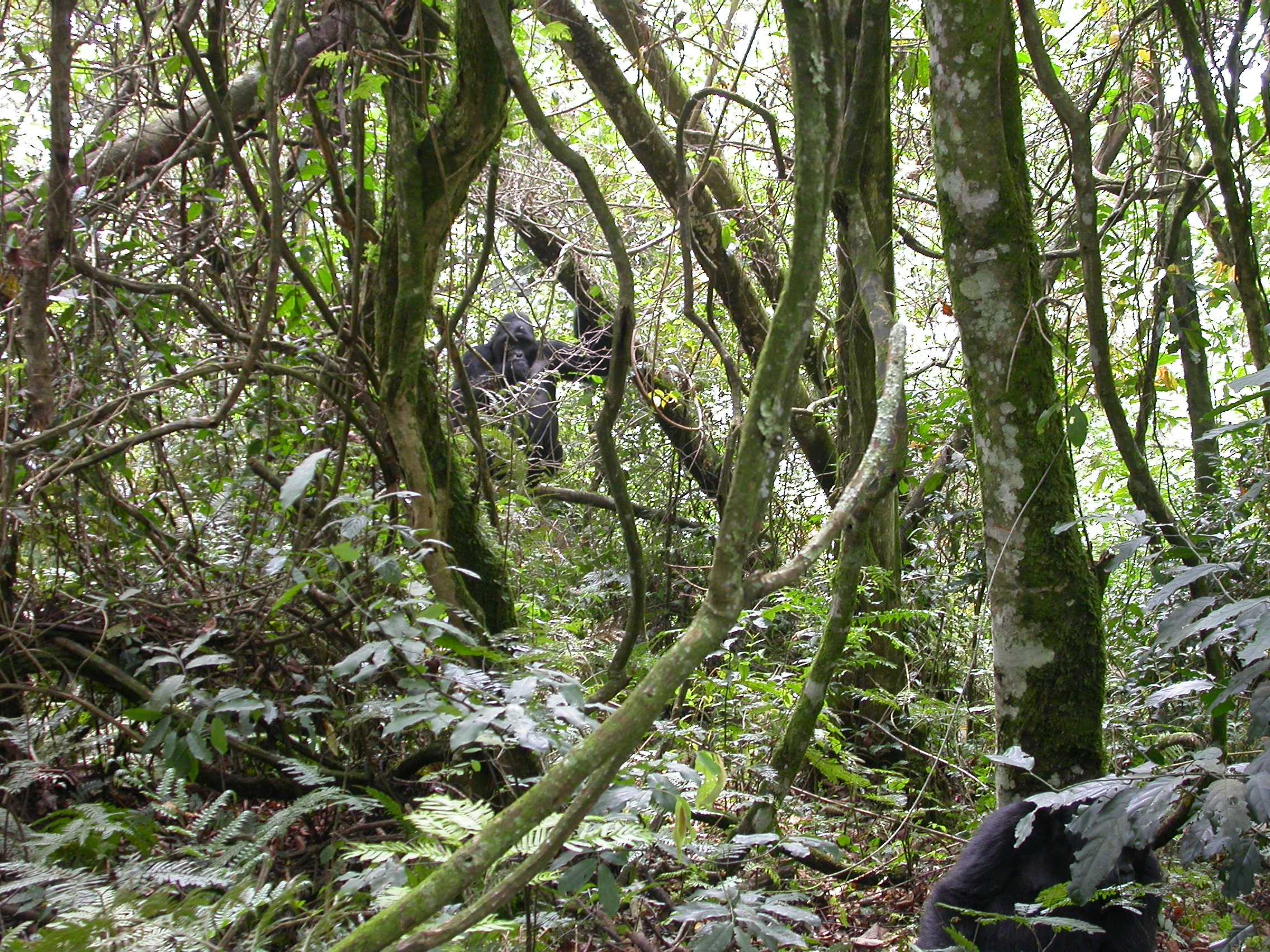
Gorilla in het Bwindi-woud

Bwindi Impenetrable Forest · 
Kibale · 
Kidepo Valley · 
Lake Mburo · 
Mgahinga Gorilla · 
Mount Elgon · 
Murchison Falls · 
Queen Elizabeth · 
Rwenzori Mountains · 
Semuliki